# 曉尚

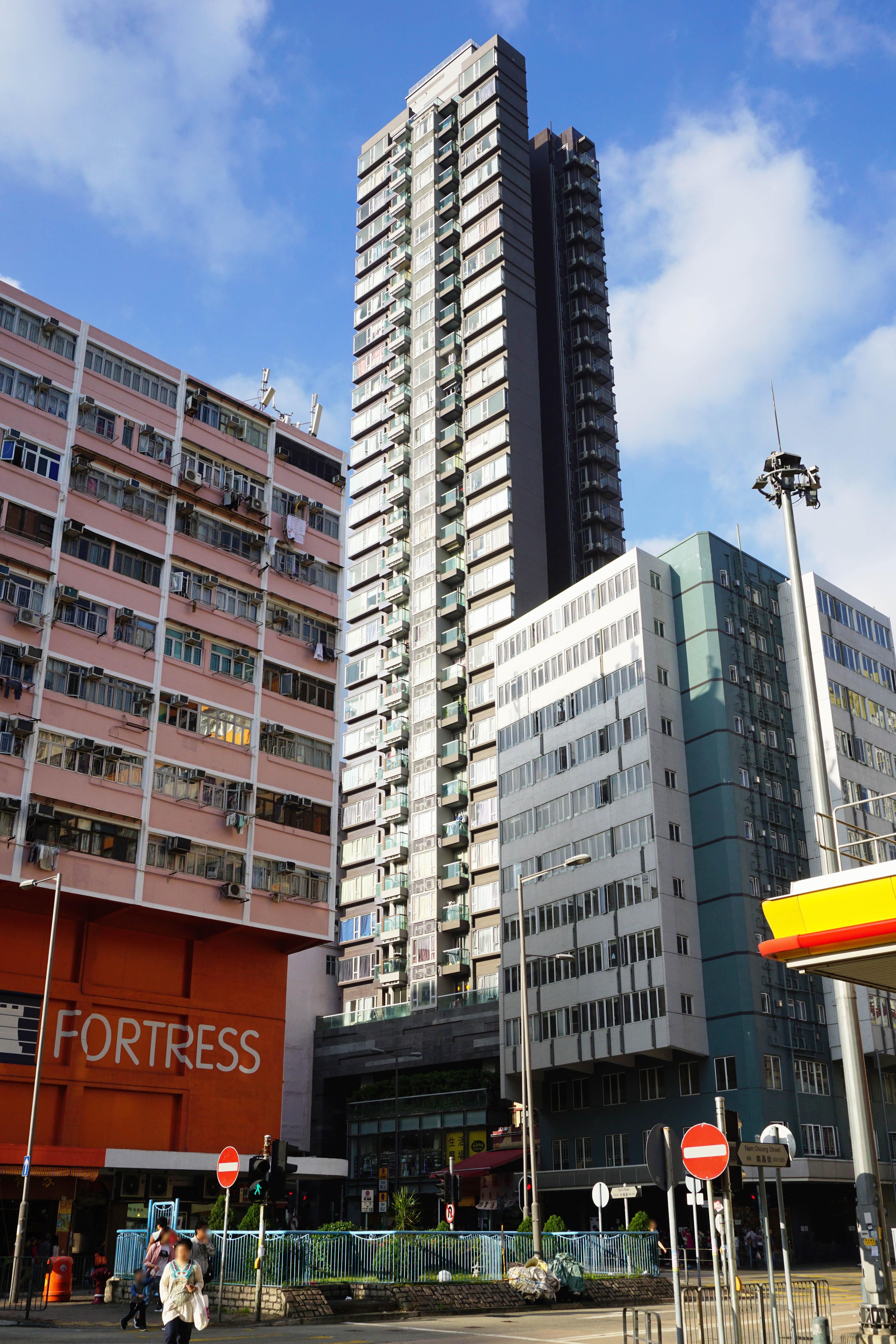
曉尚

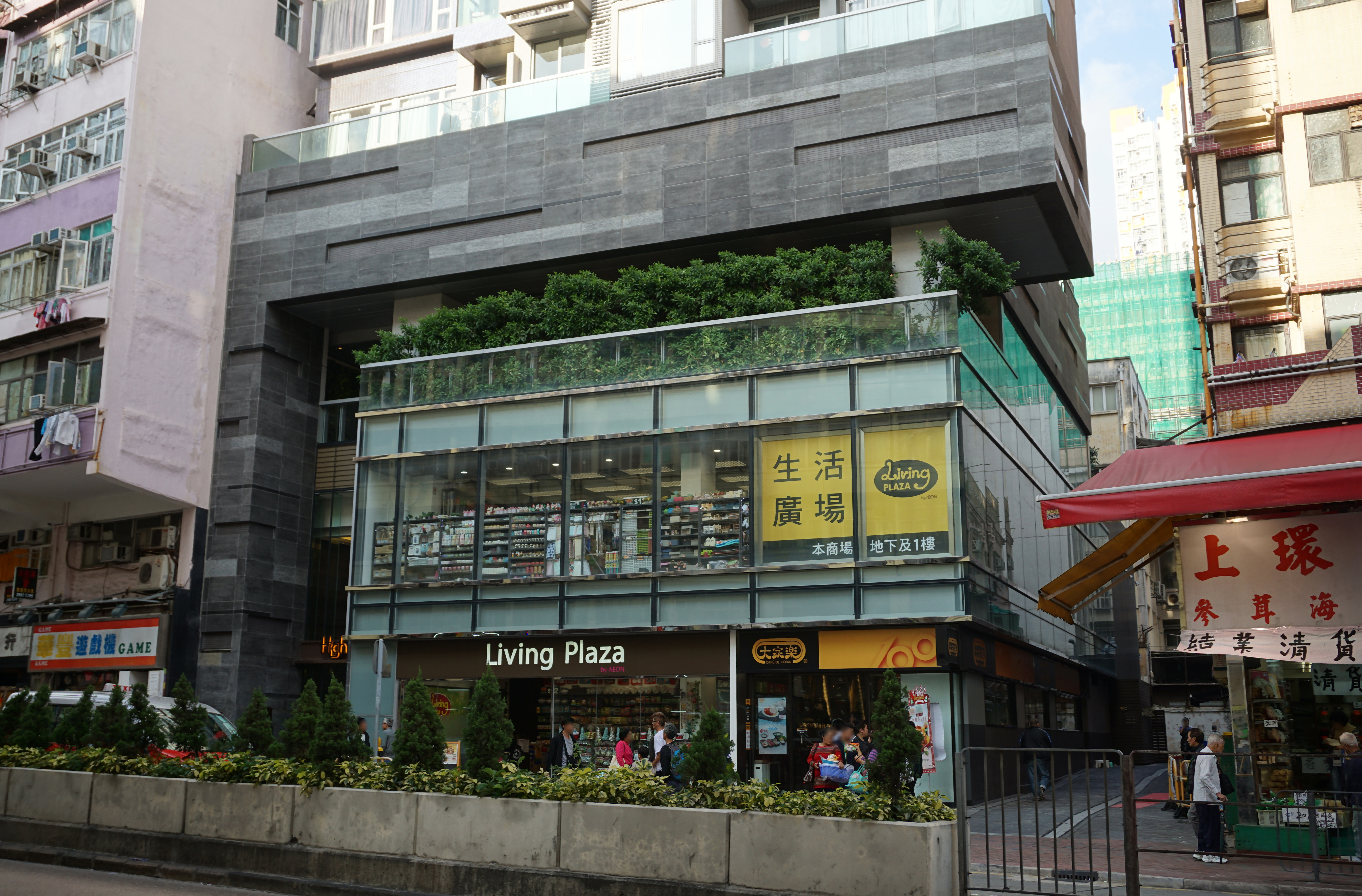
曉尚基座

曉尚（英語：High Point），位於香港九龍深水埗大埔道188號（近南昌街），是恆基兆業地產發展的單幢式住宅，2015年4月8日啟用。物業樓高28層，一梯5伙設計，共提供138個實用面積267至632平方呎的小型單位。